# Distretto di Kyenjojo
Il distretto di Kyenjojo è un distretto dell'Uganda, situato nella Regione occidentale.